# Red Dutton
Mervyn "Red" Dutton, kanadski hokejist, hokejski funkcionar in poslovnež, * 23. julij 1898, Russell, Manitoba, Kanada, † 15. marec 1987, Calgary, Alberta, Kanada.
Igral je za Calgary Tigers, Montreal Maroons in New York Americans. Po koncu igralske kariere je postal trener New York Americansov in kasneje predsednik lige NHL, nato je izstopil iz hokeja na ledu in ustanovil gradbeno podjetje. Leta 1958 je bil sprejet v Hokejski hram slavnih lige NHL. 

## Življenje

### Zasebno življenje
Rodil se je v Russellu, Manitoba. Njegov oče je bil uspešen poslovnež v gradbeniških sferah. Hodil je v St. John's College v Winnipegu, a je šolo pustil in se udeležil 1. svetovne vojne. Pridružil se je lahki pehoti princese Patricije leta 1915. Aprila 1917 ga je šrapnel zadel v desno nogo in zdravniki so odredili amputacijo. Amputacija je bila preložena, Dutton pa je nogo popolnoma pozdravil, da amputacija ni bila več potrebna.
Po vojni je Dutton odprl svoje podjetje, ki se je ukvarjalo z najemanjem pogodb. Podjetje sprva ni bilo uspešno in Dutton je tako vstopil v profesionalni hokej na ledu. Obenem je še vedno vodil podjetje, a ga je postavil na stranski tir. Podjetje je zopet obnovil, ko je zapustil mesto predsednika NHL. Njegovo podjetje, imenovano Standard Holdings, je sodelovalo z Regom Jenningsom, bazo je imelo v Calgaryju, kjer je Dutton živel do smrti leta 1987. Njegova najstarejša sinova Alex in Joe sta umrla med letalskimi operacijami v drugi svetovni vojni, medtem ko je njegov najmlajši sin Norman umrl leta 1973.

### Igralska kariera
Po odhodu iz vojske je Dutton nogo ojačal z igranjem za sedem lokalnih hokejskih klubov med sezono 1919/20. Pridružil se je Calgary Tigersom v ligi WHL in tam ostal do zatona lige leta 1926. Igral je v enem finalu Stanleyevega pokala v sezoni 1923/24, proti Montreal Canadiensom. Po koncu WHL je podpisal z moštvom Montreal Maroons za 6.000 $ na sezono. Zanje je igral cele štiri sezone, nato so ga prevzeli New York Americansi. 
Americansi so igrali v dvorani Madison Square Garden, ki so jo imeli v najemu od lastnikov New York Rangersov. Čeprav so Rangerse po golu iz podaljška Lorna Carra premagali v končnici sezone 1937/38, so jih Korporacija Madison Square Garden, newyorški mediji in navijači vselej imeli za drugorazredno moštvo  v primerjavi z Rangersi. Rangersi so Stanleyev pokal osvojili v letih 1928, 1933 in 1940, Americansi so bili temu najbližji leta 1938, ko so se prebili v polfinale, kjer so jih odpravili Chicago Black Hawks. 

#### Pregled kariere
Odebeljeno - reprezentančni nastopi, glej tudi Statistika pri hokeju na ledu.
| Moštvo             | Liga | Sezona |    | Redni del | Redni del | Redni del | Redni del | Redni del | Redni del |   | Končnica | Končnica | Končnica | Končnica | Končnica | Končnica |
| ------------------ | ---- | ------ | -- | --------- | --------- | --------- | --------- | --------- | --------- | - | -------- | -------- | -------- | -------- | -------- | -------- |
| Moštvo             | Liga | Sezona | OT | G         | P         | T         | +/-       | KM        | OT        | G | P        | T        | +/-      | KM       |          |          |
| Calgary Tigers     | WCHL | 21/22  |    | 22        | 16        | 5         | 21        |           | 73        |   |          |          |          |          |          |          |
| Calgary Tigers     | WCHL | 22/23  |    | 18        | 2         | 4         | 6         |           | 24        |   |          |          |          |          |          |          |
| Calgary Tigers     | WCHL | 23/24  |    | 30        | 6         | 7         | 13        |           | 54        |   |          |          |          |          |          |          |
| Calgary Tigers     | WCHL | 24/25  |    | 23        | 8         | 4         | 12        |           | 72        |   |          |          |          |          |          |          |
| Calgary Tigers     | WHL  | 25/26  |    | 30        | 11        | 5         | 16        |           | 82        |   |          |          |          |          |          |          |
| Montreal Maroons   | NHL  | 26/27  |    | 44        | 4         | 4         | 8         |           | 108       |   | 2        | 0        | 0        | 0        |          | 4        |
| Montreal Maroons   | NHL  | 27/28  |    | 41        | 7         | 6         | 13        |           | 94        |   | 9        | 1        | 0        | 1        |          | 29       |
| Montreal Maroons   | NHL  | 28/29  |    | 44        | 1         | 3         | 4         |           | 139       |   | ?        | ?        | ?        | ?        |          | ?        |
| Montreal Maroons   | NHL  | 29/30  |    | 43        | 3         | 13        | 16        |           | 98        |   | 4        | 0        | 0        | 0        |          | 4        |
| New York Americans | NHL  | 30/31  |    | 44        | 1         | 11        | 12        |           | 71        |   | ?        | ?        | ?        | ?        |          | ?        |
| New York Americans | NHL  | 31/32  |    | 47        | 3         | 5         | 8         |           | 107       |   | ?        | ?        | ?        | ?        |          | ?        |
| New York Americans | NHL  | 32/33  |    | 43        | 0         | 2         | 2         |           | 74        |   | ?        | ?        | ?        | ?        |          | ?        |
| New York Americans | NHL  | 33/34  |    | 48        | 2         | 8         | 10        |           | 65        |   | ?        | ?        | ?        | ?        |          | ?        |
| New York Americans | NHL  | 34/35  |    | 48        | 3         | 7         | 10        |           | 46        |   | ?        | ?        | ?        | ?        |          | ?        |
| New York Americans | NHL  | 35/36  |    | 46        | 5         | 8         | 13        |           | 69        |   | 3        | 0        | 0        | 0        |          | 0        |
| Skupaj             |      |        |    | 448       | 29        | 67        | 96        |           | 871       |   | 18       | 1        | 0        | 1        |          | 37       |

### Hokejski funkcionar
Leta 1935 je Dutton postal trener in direktor Americansov in je pogosto finančno podpiral klub z denarnimi posojili lastniku Williamu Dwyerju, razvpitemu tihotapcu in direktorju dirkališča. Ko je NHL nadzor nad moštvom odvzela Dwyerju, je predsednik NHL Frank Calder dovolil Duttonu, da še naprej vodi moštvo. 
Med drugo svetovno vojno je Korporacija Madison Square Garden uporabila svoje vire in podprla Rangerse, medtem ko je Americanse praktično prezrla. Po sezoni 1941/42 je Dutton oznanil, da bodo Americansi začasno prenehali s svojim delovanjem do konca vojne. Medtem so Americansi utrpeli hude finančne izgube, veliko igralcev je bilo vpoklicanih v vojsko, prav tako pa so bili prisotni še dolgovi iz časov kadrovanja Dwyerja. Kljub temu je Dutton verjel, da če njegovo moštvo zdrži eno sezono, lahko postane bolj priljubljeno od Rangersov. Izjavil je: "Še par let in bi izrinili Rangerse z ledu."
Po smrti Franka Calderja so februarja 1943 Duttona imenovali za predsednika lige NHL. Duttonova naloga je bilo vodenje lige na direkciji podkomiteja Skupščine guvernerjev lige. Naposled so ga leta 1945 prepričali, naj ostane na položaju, a je septembra 1946 delo predal svojemu pomočniku Clarencu Campbellu, bivšemu NHL sodniku, ki se je tedaj ravno vrnil iz vojaške službe v Evropi in je bil njegov pomočnik manj kot en mesec.
Dutton je resno nameraval oživiti Americanse in Skupščina guvernerjev NHL mu je dejansko dovolila, da moštvo po vojni obudi v novi dvorani v Brooklynu. Ko je poskušal ta načrt izvesti, pa je nasprotovanje iz Madison Square Gardena sprožilo konec obuditve Americansov. Dutton se je spominjal pogovora o tej temi na vsakoletnem srečanju NHL junija 1946 s Trentom Fraynom:

"Tu je ta druga zadeva; moštvo v Brooklynu." No, nato čista tišina. Končno je rekel Conn Smythe:
 "Ja, Red, govorili smo o tem."

"In?"

"Imamo komplikacije."

"Kakšne?"

"Hja, prvič, Madison Square Garden želi dve domači moštvi."

"Kaj" sem rekel. "Pa saj sem govoril z ljudmi v Brooklynu. Oni imajo lokacijo in so pripravljeni v dvorano vložiti 7 mio $ takoj, ko jim prenesem vesti od tu."

"Ja. No, Garden želi dve."

Pogledal sem po sobi in nihče ni zrl vame, razumel sem. "Gospodje," sem rekel guvernerjem, "Svoje moštvo si lahko zataknete v rit." Pobral sem svoje papirje in odšel.

V trenutku razdraženosti je Dutton povedal Rangersom, da v njegovem življenju ne bodo več osvojili Stanleyevega pokala. O tej izjavi se je kasneje pogosto šalil, kasneje je postala znana kot "Duttonov urok". 
Dutton se je vrnil v svoje podjetje v Calgary in se osredotočil na tamkajšnji regionalni hokej. Njegovi odnosi z NHL so bili omejeni na opravke Skrbnika Stanleyevega pokala (na tem mestu je nasledil Philipa Danskena Rossa). NHL si je Duttona prizadevala pripeljati nazaj, ko ga je podprla za skrbnika Stanleyevega pokala, in kasneje, ko so ga sprejeli v Hokejski hram slavnih lige NHL. Bili so neuspešni in znano je, da se Dutton ni obiskal nobene NHL tekme do otvoritvene tekme Calgary Flamesov v sezoni 1980/81.

## Nagrade in priznanja
- Lester Patrick Trophy - dobitnik (1993)
- Sprejet v Hokejski hram slavnih lige NHL (1958)
- “Častni član” Hokejskega hrama slavnih Manitobe